# Лебедев, Глеб Фёдорович
Глеб Фёдорович Лебедев (1823—1886) — русский врач; действительный статский советник.

## Биография
Родился в 1823 году в семье пономаря. После окончания в 1843 году 1-й Московской гимназии поступил на гражданскую службу. В 1843 году поступил на медицинский факультет Московского университета, по окончании которого в 1848 году получил степень лекаря и начал врачебную деятельность при Старо-Ингерманландском пехотном полку и Ковенском военном госпитале (1850—1852), Тарутинском егерском полку (1852—1854) и при Черниговской врачебной управе (1854—1858).
После трёхгодичной отставки (1851—1861) он поступил на службу Гродненским губернским врачом, но в 1869 году был оставлен был за штатом. Через год занял место мирового посредника Гродненского уезда. Затем он состоял старшим врачом в 20-м пехотном резервном батальоне (1871—1873), Галицком пехотном полку (1873—1874), Копорском (1874—1875) и лейб-гренадерском Екатеринославском (1875—1877г.) полках, старшим врачом 3-го железнодорожного батальона (1877—1880) и главным врачом военного временного госпиталя № 55 (с 1878 г.).
С 11 февраля 1879 года  — в чине действительного статского советника. Был награждён орденами: Св. Анны 3-й ст. с мечами (1859), Св. Станислава 2-й ст. (1864), Св. Анны 2-й ст. (1874).
Выйдя в 1880 году в отставку, он поселился в Москве, где и скончался 15 (27) июля 1886 года; был похоронен на кладбище Новодевичьего монастыря.
В числе публикаций Г. Ф. Лебедева:
- О мозговых нарывах // «Друг Здравия». — 1851. — № 24, 33;
- Замечательное увеличение поджелудочной железы // «Друг Здравия». — 1851. — № 37;
- Успешное действие сулемы при золотушном воспалении глаз // «Друг Здравия». — 1851. — № 40;
- Инородное тело в ухе пять недель // «Друг Здравия». — 1851. — № 45;
- Пример неудачно вырванного зуба // «Друг Здравия». — 1851. — № 34);
- Наставление волостным фельдшерам «О диететическом содержании беременных рожениц и новорожденных и подании врачебных пособий в различных, чаще встречающихся у беременных и рожениц болезнях» / Сост. Г. Ф. Лебедев, К. Константинович. — СПб., 1862.